# Campeonato de los Países Bajos de Ciclismo Contrarreloj
Los Campeonatos de los Países Bajos de Ciclismo Contrarreloj se organizan anual e ininterrumpidamente desde el año 1991 para determinar el campeón ciclista de los Países Bajos de cada año, en la modalidad. 
El título se otorga al vencedor de una única carrera, en la modalidad de Contrarreloj individual. El vencedor obtiene el derecho a portar un maillot con los colores de la Bandera de los Países Bajos hasta el campeonato del año siguiente, solamente cuando disputa pruebas contrarreloj.
Anteriormente, hubo una prueba CRI en 1962, ganada por Albertus Geldermans, pese a que oficialmente no se considera como el campeonato de los Países Bajos CRI.

## Palmarés masculino
| Año  | Ganador            | Segundo             | Tercero            |
| ---- | ------------------ | ------------------- | ------------------ |
| 1991 | Bart Voskamp       | Léon Van Bon        | Servais Knaven     |
| 1992 | Arnold Stam        | Patrick Van Dijken  | Jos Wolfkamp       |
| 1993 | Jos Wolfkamp       | Jaap Ten Kortenaar  | Pelle Kil          |
| 1994 | Mario Gutte        | Jos Wolfkamp        | Jaap Ten Kortenaar |
| 1995 | Erik Breukink      | Frans Maassen       | Patrick Van Dijken |
| 1996 | Erik Dekker        | Danny Nelissen      | Jelle Nijdam       |
| 1997 | Erik Breukink      | Erik Dekker         | Servais Knaven     |
| 1998 | Patrick Jonker     | Servais Knaven      | Wilco Zuyderwijk   |
| 1999 | Bart Voskamp       | Erik Dekker         | Renger Ypenburg    |
| 2000 | Erik Dekker        | Servais Knaven      | Maarten Den Bakker |
| 2001 | Bart Voskamp       | Remco Van Der Ven   | Jan Van Velzen     |
| 2002 | Erik Dekker        | Servais Knaven      | Paul Van Schalen   |
| 2003 | Maarten Den Bakker | Bart Voskamp        | Servais Knaven     |
| 2004 | Thomas Dekker      | Joost Posthuma      | Bart Voskamp       |
| 2005 | Thomas Dekker      | Erik Dekker         | Michiel Elijzen    |
| 2006 | Stef Clement       | Erik Dekker         | Joost Posthuma     |
| 2007 | Stef Clement       | Michiel Elijzen     | Rick Flens         |
| 2008 | Lars Boom          | Joost Posthuma      | Servais Knaven     |
| 2009 | Stef Clement       | Koos Moerenhout     | Rick Flens         |
| 2010 | Jos van Emden      | Koos Moerenhout     | Lieuwe Westra      |
| 2011 | Stef Clement       | Jens Mouris         | Martijn Keizer     |
| 2012 | Lieuwe Westra      | Lars Boom           | Niki Terpstra      |
| 2013 | Lieuwe Westra      | Niki Terpstra       | Tom Dumoulin       |
| 2014 | Tom Dumoulin       | Sebastian Langeveld | Jos van Emden      |
| 2015 | Wilco Kelderman    | Rick Flens          | Jos van Emden      |
| 2016 | Tom Dumoulin       | Jos van Emden       | Wilco Kelderman    |
| 2017 | Tom Dumoulin       | Stef Clement        | Robert Gesink      |
| 2018 | Dylan van Baarle   | Niki Terpstra       | Wilco Kelderman    |
| 2019 | Jos van Emden      | Sebastian Langeveld | Dylan van Baarle   |
| 2020 | No se disputó      | No se disputó       | No se disputó      |
| 2021 | Tom Dumoulin       | Sebastian Langeveld | Koen Bouwman       |
| 2022 | Bauke Mollema      | Tom Dumoulin        | Daan Hoole         |
| 2023 | Jos van Emden      | Daan Hoole          | Sjoerd Bax         |
| 2024 | Daan Hoole         | Mick van Dijke      | Sjoerd Bax         |
| 2025 | Daan Hoole         | Dylan van Baarle    | Axel van der Tuuk  |

## Palmarés femenino
| Año  | Ganadora                 | Segunda                  | Tercera                  |
| ---- | ------------------------ | ------------------------ | ------------------------ |
| 1991 | Ingrid Haringa           | Astrid Schop             | Monique Knol             |
| 1992 | Lenie Dijkstra           | Natascha den Ouden       | Els Koolloos             |
| 1993 | Petra Grimbergen         | Ingrid Haringa           | Natascha den Ouden       |
| 1994 | Maria Jongeling          | Daniëlle Overgaag        | Natascha den Ouden       |
| 1995 | Jet Jongeling            | Maria Jongeling          | Natascha den Ouden       |
| 1996 | Willeke van der Weide    | Nicole Vermast           | Jet Jongeling            |
| 1997 | Leontien van Moorsel     | Mariëlle van Scheppingen | Chantal Beltman          |
| 1998 | Leontien van Moorsel     | Mariëlle van Scheppingen | Yvonne Brunen            |
| 1999 | Leontien van Moorsel     | Mirjam Melchers          | Mariëlle van Scheppingen |
| 2000 | Leontien van Moorsel     | Anouska van der Zee      | Sonja Van Kuik-Pfister   |
| 2001 | Leontien van Moorsel     | Anouska van der Zee      | Mariëlle van Scheppingen |
| 2002 | Leontien van Moorsel     | Loes Gunnewijk           | Vera Koedooder           |
| 2003 | Jolanda Cools-van Dongen | Leontien van Moorsel     | Mirjam Melchers          |
| 2004 | Mirjam Melchers          | Loes Gunnewijk           | Loes Markerink           |
| 2005 | Suzanne de Goede         | Loes Gunnewijk           | Mirjam Melchers          |
| 2006 | Loes Gunnewijk           | Kirsten Wild             | Iris Slappendel          |
| 2007 | Ellen van Dijk           | Regina Bruins            | Mirjam Melchers          |
| 2008 | Mirjam Melchers          | Kirsten Wild             | Loes Gunnewijk           |
| 2009 | Regina Bruins            | Kirsten Wild             | Ellen van Dijk           |
| 2010 | Marianne Vos             | Regina Bruins            | Kirsten Wild             |
| 2011 | Marianne Vos             | Ellen van Dijk           | Loes Gunnewijk           |
| 2012 | Ellen van Dijk           | Annemiek van Vleuten     | Iris Slappendel          |
| 2013 | Ellen van Dijk           | Loes Gunnewijk           | Annemiek van Vleuten     |
| 2014 | Annemiek van Vleuten     | Ellen van Dijk           | Marianne Vos             |
| 2015 | Anna van der Breggen     | Ellen van Dijk           | Chantal Blaak            |
| 2016 | Annemiek van Vleuten     | Chantal Blaak            | Roxane Knetemann         |
| 2017 | Annemiek van Vleuten     | Ellen van Dijk           | Anna van der Breggen     |
| 2018 | Ellen van Dijk           | Anna van der Breggen     | Lucinda Brand            |
| 2019 | Annemiek van Vleuten     | Ellen van Dijk           | Anna van der Breggen     |
| 2020 | No se disputó            | No se disputó            | No se disputó            |
| 2021 | Anna van der Breggen     | Ellen van Dijk           | Lucinda Brand            |
| 2022 | Ellen van Dijk           | Riejanne Markus          | Anouska Koster           |
| 2023 | Riejanne Markus          | Demi Vollering           | Annemiek van Vleuten     |
| 2024 | Riejanne Markus          | Lieke Nooijen            | Demi Vollering           |
| 2025 | Mischa Bredewold         | Riejanne Markus          | Lieke Nooijen            |

## Estadísticas

### Más victorias
| Ciclista      | Victorias | Años                    |
| ------------- | --------- | ----------------------- |
| Stef Clement  | 4         | 2006, 2007, 2009 y 2011 |
| Tom Dumoulin  | 4         | 2014, 2016, 2017 y 2021 |
| Bart Voskamp  | 3         | 1991, 1999 y 2001       |
| Erik Dekker   | 3         | 1996, 2000 y 2002       |
| Jos van Emden | 3         | 2010, 2019 y 2023       |
| Erik Breukink | 2         | 1995 y 1997             |
| Thomas Dekker | 2         | 2004 y 2005             |
| Lieuwe Westra | 2         | 2012 y 2013             |
| Daan Hoole    | 2         | 2024 y 2025             |

| Ciclista             | Victorias | Años                                |
| -------------------- | --------- | ----------------------------------- |
| Leontien van Moorsel | 6         | 1997, 1998, 1999, 2000, 2001 y 2002 |
| Ellen van Dijk       | 5         | 2007, 2012, 2013, 2018 y 2022       |
| Annemiek van Vleuten | 4         | 2014, 2016, 2017 y 2019             |
| Mirjam Melchers      | 2         | 2004 y 2008                         |
| Marianne Vos         | 2         | 2010 y 2011                         |
| Anna van der Breggen | 2         | 2015 y 2021                         |
| Riejanne Markus      | 2         | 2023 y 2024                         |

## Fotografías destacadas
|  |  |  |  |